# Титивілій

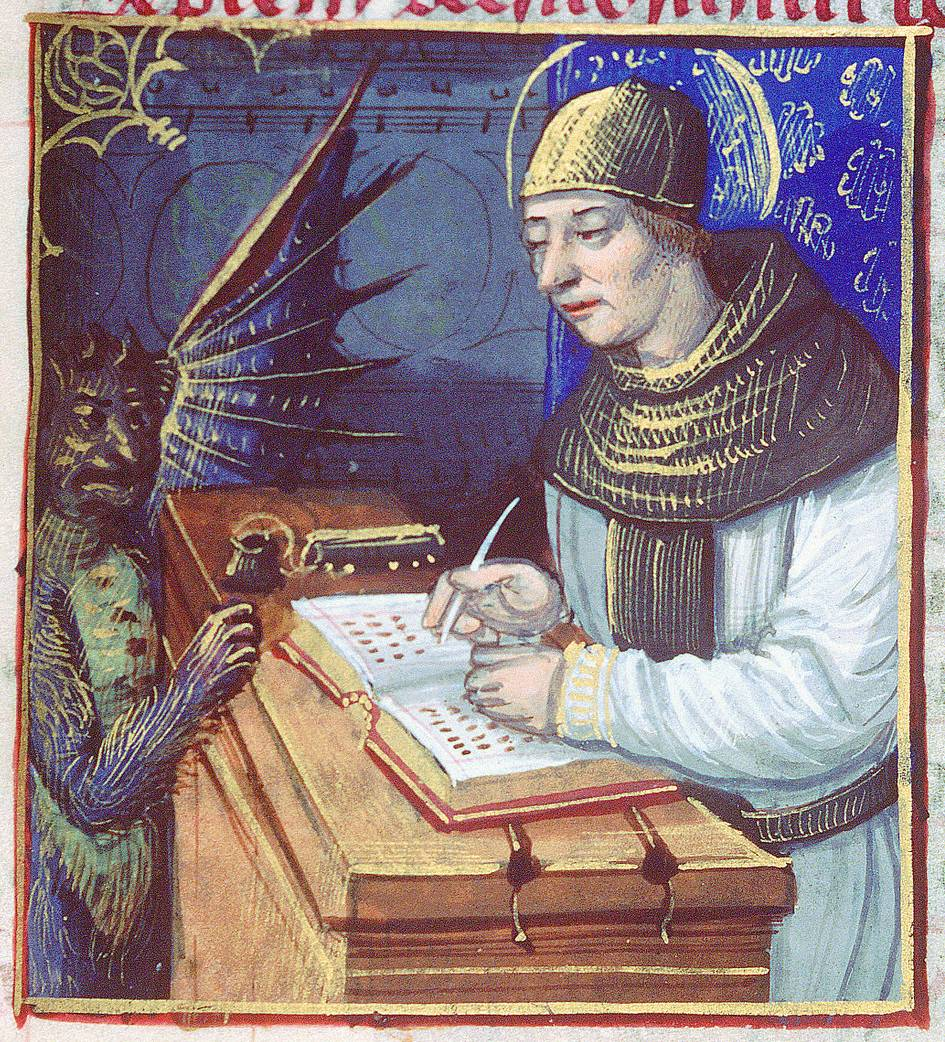
Титивілій біля столу писаря, ілюстрація XIV століття

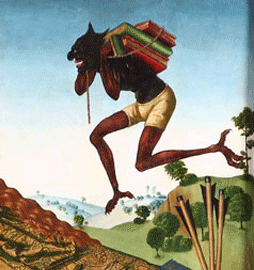
Титивілій у деталі картини «Діви Милосердя» Дієго де ла Крус (бл. 1485), Бургос, абатство Санта-Марія-ла-Реаль-де-Лас-Уельгас

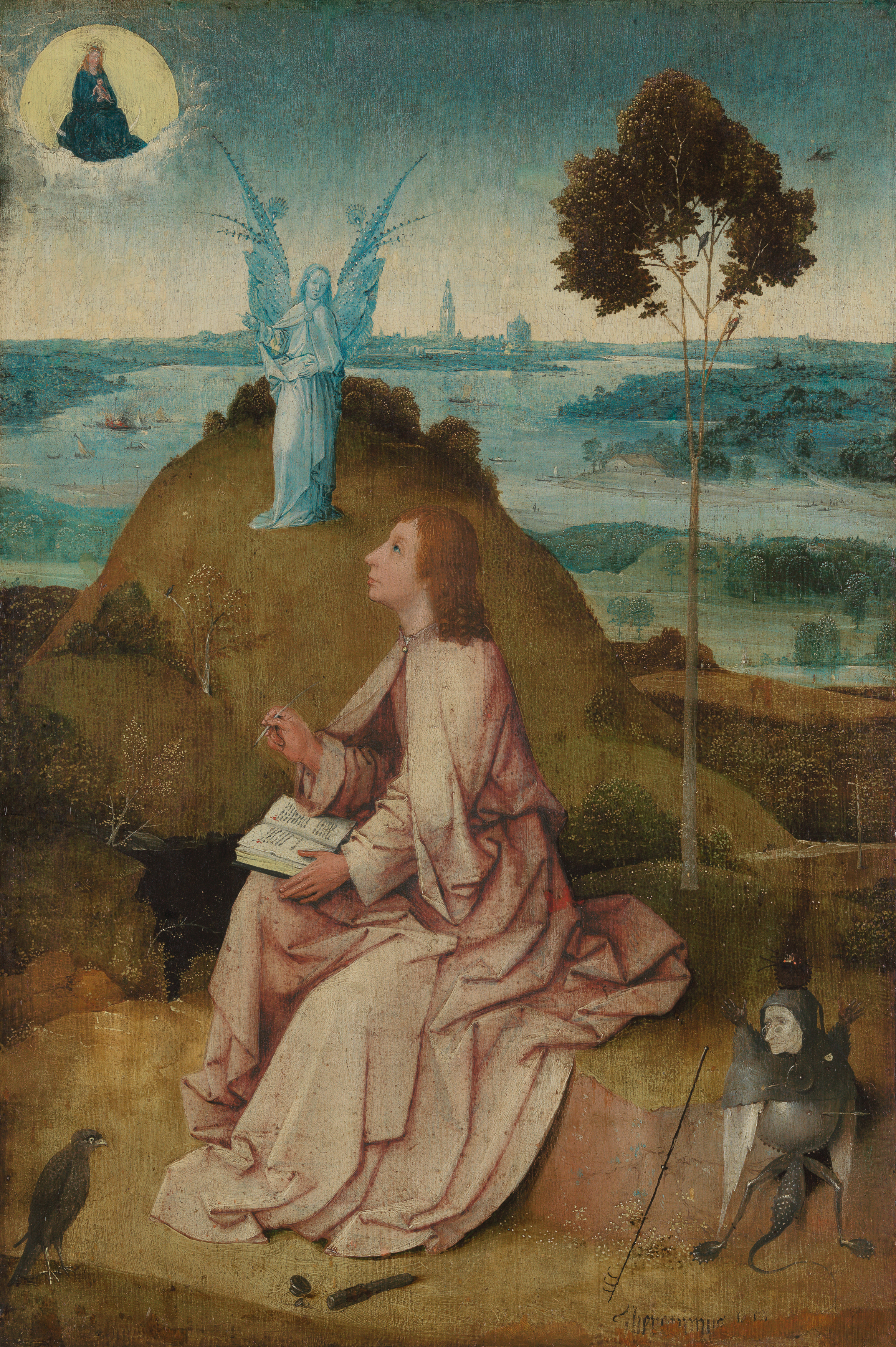
«Євангелист Іоанн на Патмосі», художник Ієронім Босх, 1505 рік. Вважається, що диявол у нижньому правому куті сцени з людським обличчям і тілом комахи — це Титивілій. Схоже, що демон намагається схопити та вкрасти пляшечку з чорнилом Святого Іоанна за допомогою інструменту, схожого на граблі.

Титивілій (лат. Titivillus) — це демон, який вносить помилки в роботу писарів. Перша згадка імені Titivillus зустрічається у «Трактаті про покаяння» Іоанна Галенського (Уельського) бл. 1285;  авторство трактату також приписують Цезарію з Гейстербаха. Титивілій також, начебто, збирає порожні балачки під час церковної служби і хибно вимовлені чи пропущені слова у проповіді, щоб віднести у Пекло, де їх буде додано до гріхів мовців.
Його називають «демоном-покровителем писарів», оскільки Титивілій слугує простим виправданням помилок, які неминуче вкрадаються в рукописи під час їх копіювання.
Американський палеограф Марк Дрогін зазначив у своєму навчальному посібнику «Середньовічна каліграфія: її історія та техніка» (1980), що «протягом останніх півстоліття кожне видання Оксфордського словника англійської мови містило неправильне посилання на сторінку, для не чого іншого, як виноски про найдавнішу згадка про Титивілія».
У пізньосередньовічних англійських виставах Титивілій отримав більш широку роль як підривна фігура фізичної комедії з сатиричними коментарями про людське марнославство; уперше персонаж зустрічається у вікфільдській містерії Iudicium (Страшний Суд), що завершує цикл Таунлі. Він грає антагоністичну роль у середньовічній англійській п'єсі «Людство».
В анонімному англійському релігійному трактаті п'ятнадцятого сторіччя Myroure of Oure Ladye, Титивілій представився так (I.xx.54): «I am a poure dyuel, and my name ys Tytyvyllus ... I muste eche day ... brynge my master a thousande pokes full of faylynges, and of neglygences in syllables and wordes».

## Походження імені
Те, що якийсь демон збирає літургійні помилки у мішок, вперше згадується Жаком де Вітрі (†1240) у Sermones vulgares (десята проповідь, про Числа 18:5): йдеться про демона, який слухає хор, що співає псалми, і збирає синкоповані або пропущені склади в мішок.
Я чув, що один святий чоловік, що був у хорі, побачив диявола, що згинався під вагою повного мішка. Однак коли він наказав демонові розповісти, що той несе, лукавий сказав: «Це склади, пожовані слова та вірші псалмів, які ці священнослужителі в своїх ранкових молитвах вкрали в Бога; будьте певні, я старанно зберігаю їх для звинувачення».
Пізніше, близько 1285 року Іоанн Галенський назвав цього демона Titivillus. «Титивілій збирає фрагменти слів і кладе їх у свою сумку тисячі разів на день». (Fragmina verborum Titivillus colligit horum quibus die mille vicibus se sarcinat ille).
Стосовно функції демона, Андре Верне зазначає, що вживання латинський термінів, зокрема «збирати» (colligere) й «уламки» (fragmenta), коли йдеться про упущення священнослужителів, випливає з Іоанна 6:12, оповіді про Нагодування народу, в якій Ісус наказує учням «Позбирайте куски позоста́лі (Colligite fragmenta)». Щодо імені демона, Titivillus, Верне вказує на уривок з трактату «Про місто Боже» (книга IV, розділ 8), в якому Августин, наводячи приклади численних римських божеств, призначених кожному етапу сільськогосподарського процесу, згадує богиню Тутіліну, чия робота полягає в тому, щоб стежити за зерном після його збору та зберігання. Однак слід уявити серію помилок переписувачів (можливо, у копії «Міста Божого», доступній Іоанну Галенському), які привели до написання Titivillus та численних варіантів: Tutivillus, Tytivillum, Tintillus, Tantillus, Tintinillus, Titivitilarius, Titivilitarius.
За однією з версій, ім'я може бути утворене від лат. titivillitium, «суща дрібниця».

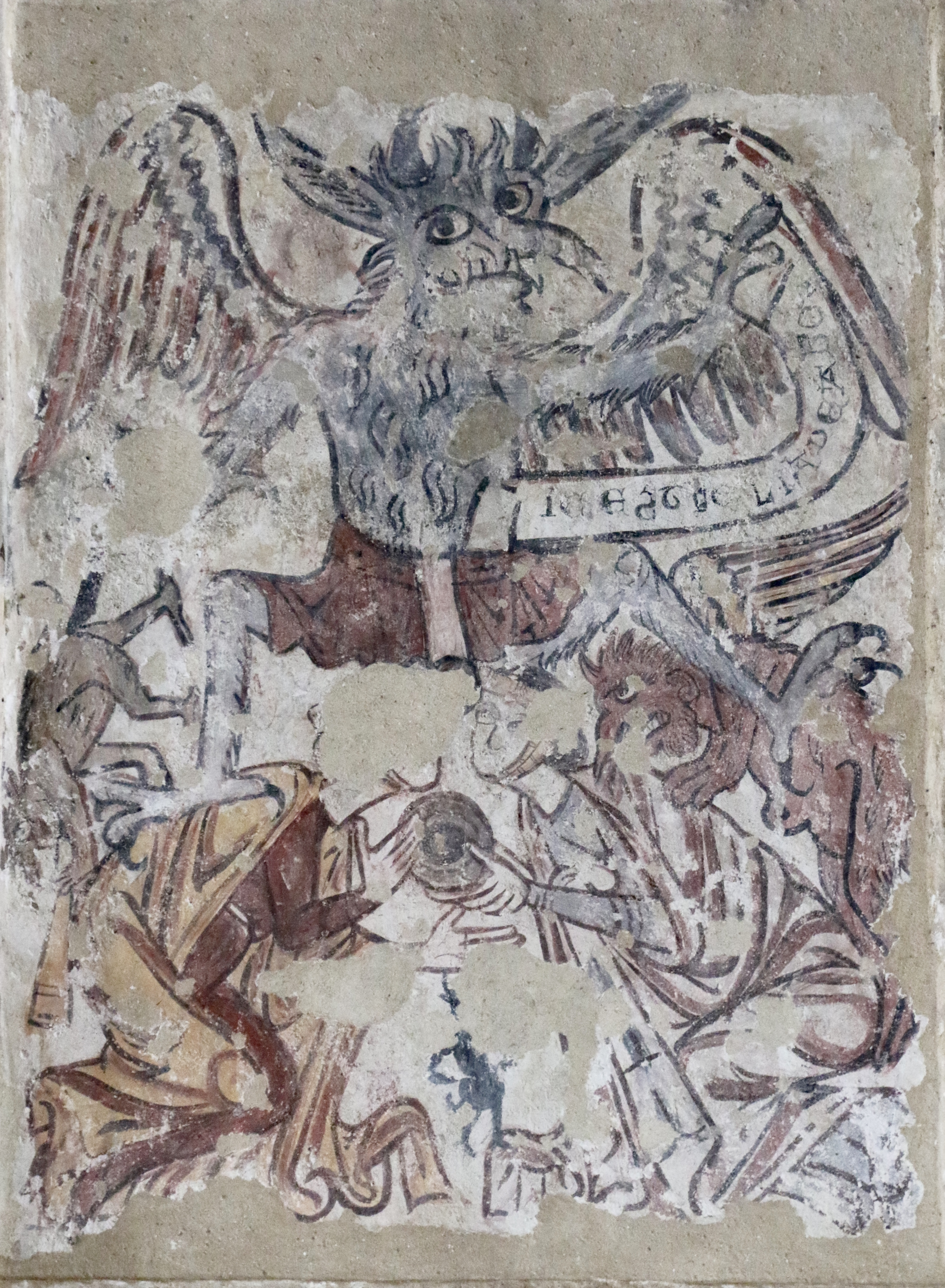
Зображення Титивілія на настінному розписі церкви Св. Михайла з Св. Марією у Мельбурні.

## У масовій культурі
З 1977 року один із багатьох дияволів, що населяють рольову гру Dungeons & Dragons, називається Titivilus.
Він був темою книги Майкла Айртона «Tittivulus or The Verbiage Collector» (Max Reinhardt: London, 1953).

## Подальше читання
- Drogin, Marc, Medieval Calligraphy: Its History and Technique, Dover Publications, 1980. ISBN 0-486-26142-5
- Who is Titivillus? (англ.)
- Montañés, J. G, Tutivillus. El demonio de las erratas, Madrid, Turpin, 2015.
- Montañés, J. G, Titivillus. Il demone dei refusi, Perugia, Graphe.it, 2018